# Dasydytes bisetosus
Dasydytes bisetosus är en djurart som tillhör fylumet bukhårsdjur, och som beskrevs av Thompson 1891. Dasydytes bisetosus ingår i släktet Dasydytes och familjen Dasydytidae. Inga underarter finns listade i Catalogue of Life.